# Gunther
Gunther este un personaj fictiv din serialul Friends, creat de David Crane și Marta Kauffman. Este interpretat de James Michael Tyler. Gunther era managerul de la Central Perk, cafeneaua unde cei șase prieteni își petreceau mare parte din timp. 
James Michael Tyler a fost ales pentru rolul lui Gunther pentru că, lucrând și în viața reală într-o cafenea, era singura dublură care știa să folosească automatul de cafea. Inițial personajul său trebuia să nu fie permanent. Abia în episodul al 33-lea Gunther are pentru prima oară o replică (Da.). Cu timpul, Gunther a devenit personaj de bază, fiind principalul personaj secundar.